# 斯库德里发动机
斯库德里发动机是一种循环分离式的内燃机，由Carmelo J. Scuderi发明。其公司Scuderi Group于2009年提供了一个样品。

斯库德里发动机演示動畫，綠色：進氣、紫色：壓縮、紅色：做功、黃色：排氣.

斯库德里发动机被认为能够提高燃料效率，降低有害气体排放。有报道称其燃油效率可以达到惊人的3.7公升每100（27每公升）。
博世等公司已经开始帮助建造斯库德里发动机。